# Awajki
Awajki (niem. Awecken) – wieś w Polsce położona w województwie warmińsko-mazurskim, w powiecie elbląskim, w gminie Pasłęk. Awajki leżą nad kanałem elbląskim.
W latach 1975–1998 miejscowość administracyjnie należała do województwa elbląskiego.